# 1808 en science
| Années de la science : 1805 - 1806 - 1807 - 1808 - 1809 - 1810 - 1811    |
| Décennies de la science : 1770 - 1780 - 1790 - 1800 - 1810 - 1820 - 1830 |

Cet article présente les faits marquants de l'année 1808 en science.

## Événements
- 14 mars : les médecins allemand Franz Joseph Gall et Johann Gaspar Spurzheim présentent à l'Institut de France le mémoire Recherches sur le système nerveux en général, et sur celui du cerveau en particulier. Il introduisent en France ce qui est appelé en 1810 par Spurzheim la phrénologie, théorie selon laquelle les protubérances du crâne révèlent les traits de caractère[1].

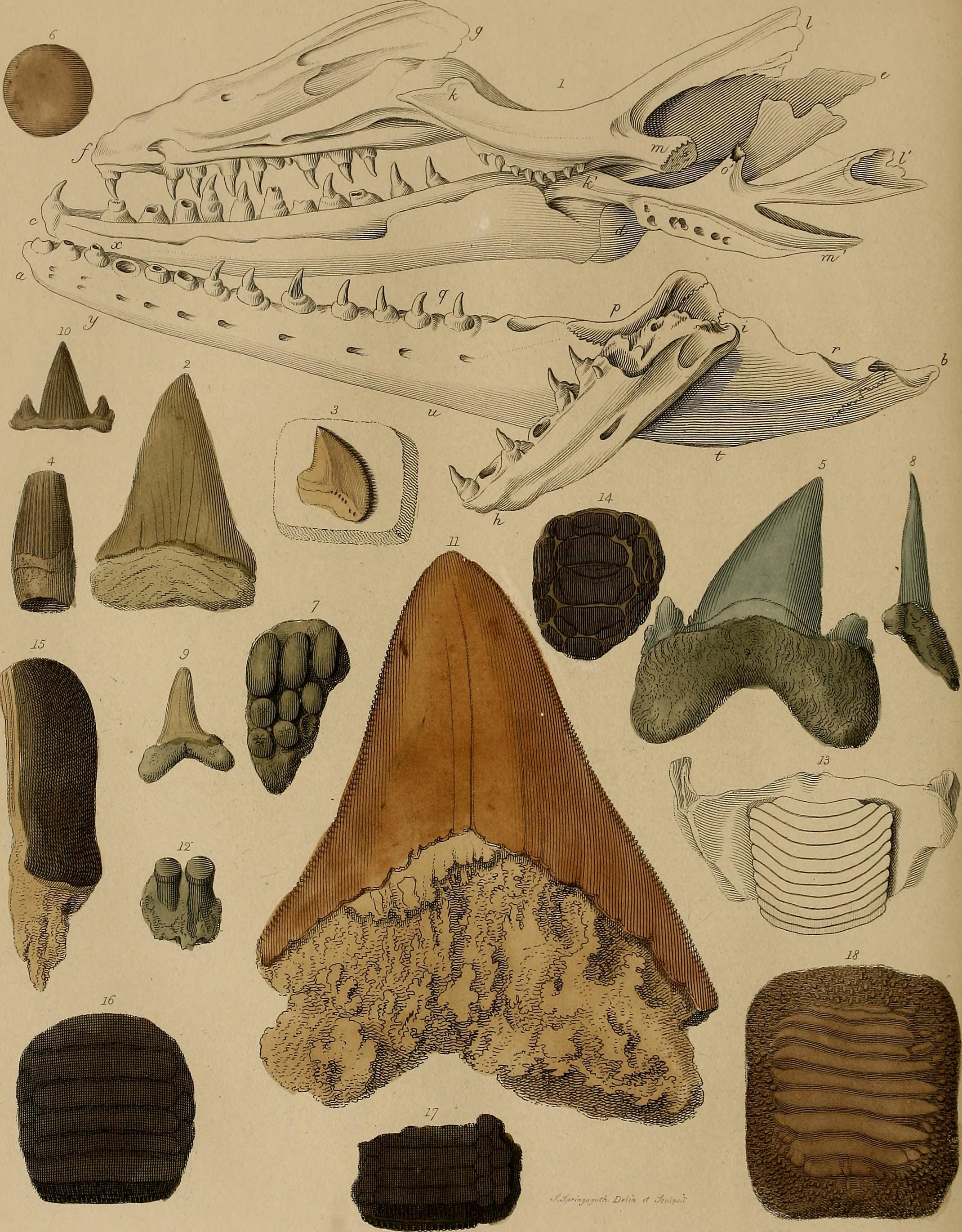
Croquis de la mâchoire inférieure de l'animal fossile de Maestricht (Mosasaurus). La figure 1 est copiée de l'article de Cuvier de 1808.

- L'anatomiste français Georges Cuvier identifie dans un article publié dans les Annales du Muséum d'histoire naturelle de Paris les os fossilisés du « Grand Animal fossile des Carrières de Maestricht » trouvé aux Pays-Bas en 1780 apporté à Paris en 1795 comme appartenant à une espèce éteinte de reptiles, plus tard identifié comme un mosasaure[2].

### Sciences physiques
- 21 juin : Gay-Lussac et Thénard décomposent l'acide boracique par le potassium. Ils isolent le bore le 14 novembre[3].
- 30 juin : le chimiste Humphry Davy communique à la Royal Society qu'il isolé par électrolyse quatre nouveaux métaux, le baryum, le calcium, le strontium et le magnium (plus tard appelé magnésium)[4].
- 12 décembre : le physicien français Étienne Malus présente à l'Institut un mémoire intitulé Propriété de la lumière réfléchie par les corps diaphanes où il expose sa découverte du phénomène de la polarisation de la lumière par réflexion[5].

- Alois von Beck Widmanstätten décrit Les figures de Widmanstätten sur des météorites de fer[6].

- Le chimiste britannique Humphry Davy met au point l’arc électrique, qui produit un arc lumineux d’une brillance supérieure à celle de l’éclairage au gaz[7].
- Humphry Davy isole par électrolyse les métaux alcalino-terreux baryum, calcium, Strontium et magnésium[8].
- Le chimiste suédois Jöns Jacob Berzelius propose d'appeler chimie organique la chimie des êtres vivants, opposée à la chimie minérale[8]. Il introduit deux nouveaux noms pour classer les composés : organique pour les composés provenant d'organismes vivants et minéral pour ceux dérivés de minéraux. À cette époque, cette séparation se base sur la théorie du vitalisme, battue en brèche par synthèse de l'urée par Friedrich Wöhler en 1828 et celle de l’acide acétique par Hermann Kolbe en 1845[9].

## Publications
- Jöns Jacob Berzelius : Lärboki Kemien où il propose l'usage des symboles chimiques moderne ainsi que le concept de poids atomique relatif.
- John Dalton : New System of Chemical Philosophy, qui contient la première description scientifique moderne de la théorie atomique et la description claire de la loi des proportions multiples.
- Carl Friedrich Gauss : Theorematis arithmetici demonstratio nova. Il donne une troisième preuve de la loi de réciprocité quadratique (Lemme de Gauss).
- Christian Kramp : Éléments d'arithmétique universelle. Il introduit la notation n!.
- Johann Christian Reil : Rhapsodien über die Anwendung der psychischen Kurmethode auf Geisteszerrüttungen (Rhapsodies sur l'utilisation de la thérapeutique psychique dans les troubles de l'esprit). Il crée une psychothérapie rationnelle[10].

## Prix
- Médailles de la Royal Society
  - Médaille Copley : William Henry

## Naissances

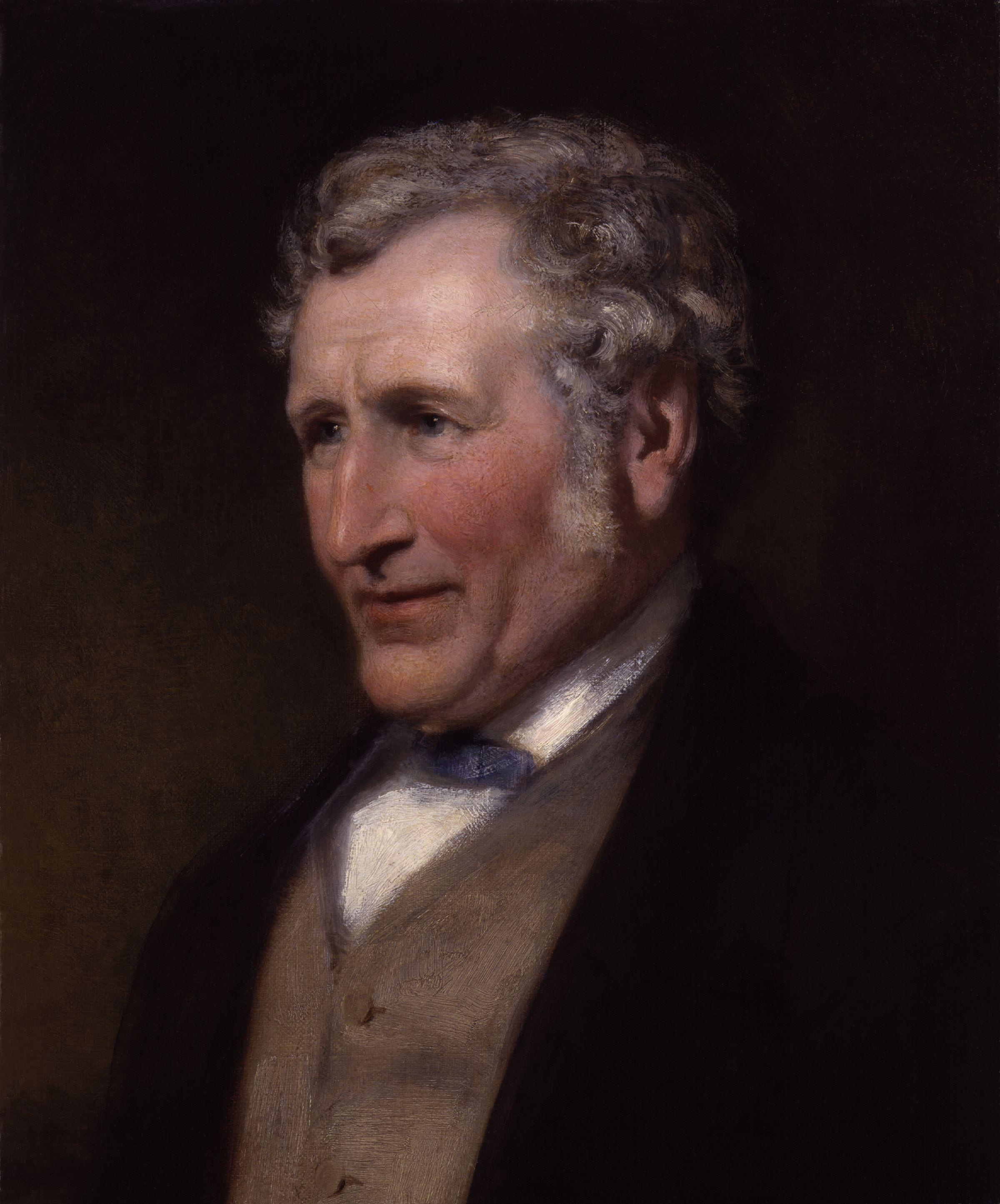
James Nasmyth

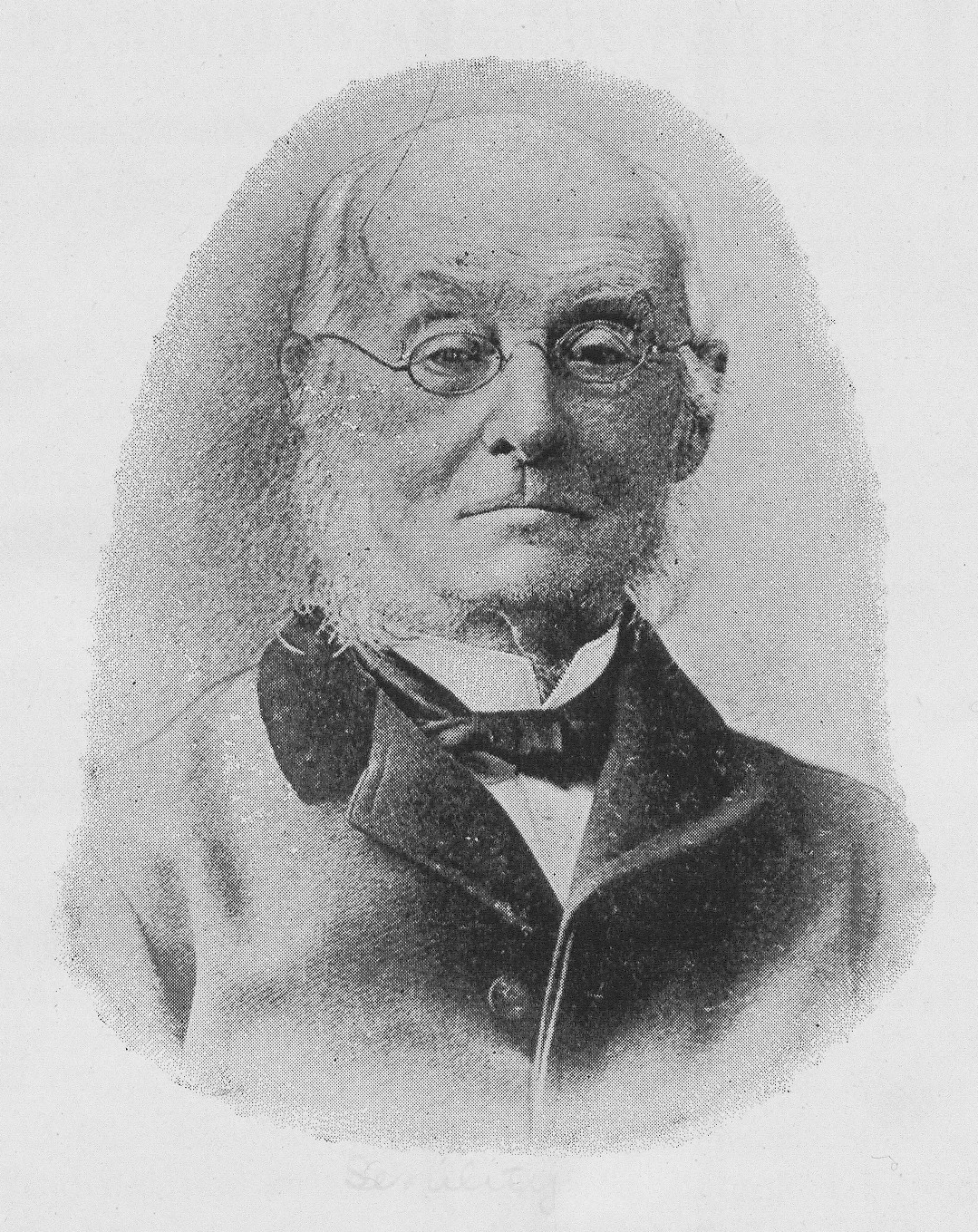
Rodolfo Amando Philippi

- 23 février : Piotr Kireïevski (mort en 1856), ethnographe et philologue russe.
- 28 février : Caterina Scarpellini (morte en 1873), astronome
- 29 février :
  - Hugh Falconer (mort en 1865), géologue et paléontologue.
  - Charles Pritchard (mort en 1893), astronome britannique.

- 5 mars : Henri de Ruolz (mort en 1887), compositeur et chimiste français.
- 14 mars : James Manby Gully (mort en 1883), médecin thermaliste britannique.
- 15 mars : Hermann Friedrich Stannius (mort en 1883), physiologiste allemand.
- 17 mars : Robert Alfred Cloyne Godwin-Austen (mort en 1884), géologue britannique.

- 20 juin : Lorenzo Pareto (mort en 1861), géologue et homme politique italien.
- 21 juin : Bernard du Bus de Gisignies (mort en 1874), paléontologue, ornithologue et homme politique belge.
- 23 juin : Louis Pierre Eugène Amélie Sédillot (mort en 1875), historien français des sciences et des mathématiques.

- 8 juillet : George Robert Gray (mort en 1872), zoologiste et écrivain britannique.
- 12 juillet : Robert Main (mort en 1878), astronome britannique.
- 14 juillet : Jean-Luc Carbuccia (mort en 1854), général et archéologue français.
- 19 juillet : Alexis Damour (mort en 1902), minéralogiste français.

- 19 août : James Nasmyth (mort en 1890), mécanicien et astronome écossais.

- 6 septembre : Henri Hureau de Senarmont (mort en 1862), physicien et minéralogiste français.
- 14 septembre : Rodolfo Armando Philippi (mort en 1904), naturaliste chilien d'origine allemande.
- 28 décembre : Athanase Dupré (mort en 1869), mathématicien et physicien français.

- Antoine Bukaty (mort en 1876), mathématicien, historien et ingénieur polonais.

## Décès

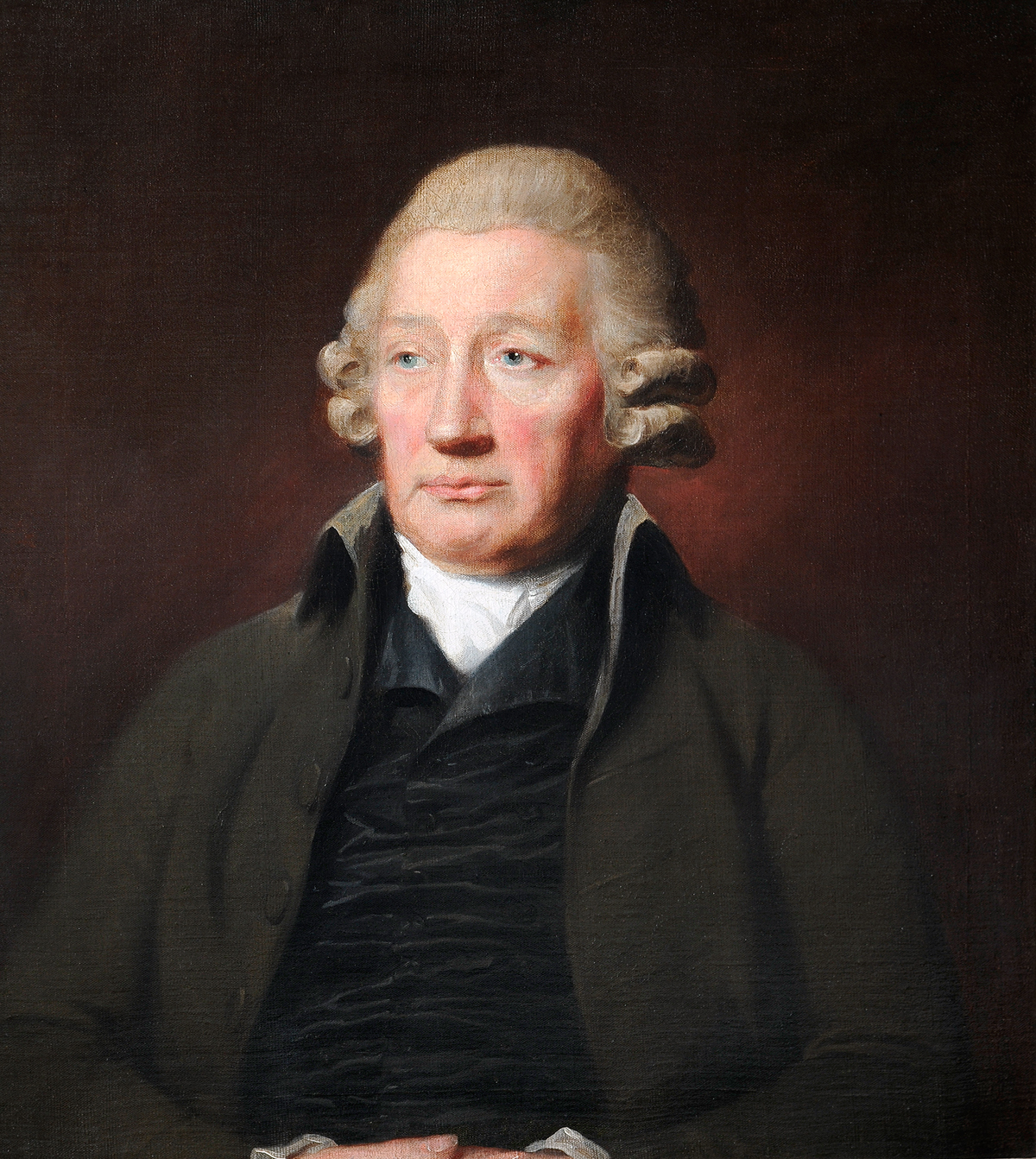
John Wilkinson

- 27 février : Jacques Henri Désiré Petetin (né en 1744), médecin français.
- 3 mars : Johan Christian Fabricius (né en 1745), entomologiste et économiste danois.

- 1er avril : Jean-Baptiste Dubois de Jancigny (né en 1752), juriste et agronome français.

- 5 mai : Pierre Jean Georges Cabanis (né en 1757), médecin, physiologiste et philosophe français.
- 28 mai : Laurent de Chazelles (né en 1724), agronome, magistrat et horticulteur français.

- 19 juin : Alexander Dalrymple (né en 1737), géographe et hydrologue écossais.

- 14 juillet : John Wilkinson (né en 1728), ingénieur et industriel britannique.

- 19 août : Frédéric Henry de Chapman (né en 1721), architecte naval suédois.

- 8 septembre : Chrysologue de Gy (né en 1728), capucin, astronome, cartographe et géologue français.

- 15 octobre : James Anderson (né en 1739), agronome et économiste écossais.